# Retortamonas intestinalis
Espèce
Synonymes
- Embadomonas intestinalis Wenyon & O'Connor, 1917[1]

Retortamonas intestinalis, parfois encore appelé à tort Enbadomonas, est une espèce d'excavés. Peu fréquent et non pathogène, il doit être connu pour éviter que sa découverte n'entraîne une erreur de diagnostic.
Sa forme végétative est de taille variable, mais habituellement petite (5 à 7 micromètres), vaguement piriforme, bien qu'un cytostome profond lui donne parfois un aspect en "sabot" ou en "oiseau". Souvent confondue avec Pentatrichomonas humanis ou avec Chilomastix mesnili, elle n'a pourtant ni axostyle, ni membrane ondulante, ni gouttière spirale et porte simplement deux flagelles libres à l'avant. Elle vit dans le gros intestin.
La forme kystique très petite (5 micromètres) est en poire allongée ; à l'état frais, elle parait vide, mais la coloration révèle un flagelle axial dédoublé en arrière où il enserre une petite masse nucléaire.